# Willem van der Woude
Willem van der Woude (Oosternijkerk, 15 januari 1876 - Oegstgeest, 23 september 1974) was een Nederlands wiskundige.
Van der Woude studeerde aan de Universiteit van Groningen en was daarna eerst zo'n vijftien jaar (van 1901 tot 1916) leraar in Deventer. In 1908 promoveerde hij bij Pieter Hendrik Schoute in Groningen (Über einander schneidende Normalen auf einem Ellipsoid und einem Hyperellipsoid). Van 1916 tot zijn emeritaat in 1947 was hij hoogleraar in de wiskunde en mechanica aan de Universiteit Leiden, waar in de jaren twintig en dertig onder andere Dirk Jan Struik, Gerrit Bol, Egbert van Kampen, Oene Bottema en Tatjana Pavlovna Ehrenfest tot zijn promovendi behoorden. Antonie Frans Monna was een van zijn doctoraal studenten. In 1946 was hij de promotor van Nicolaas Kuiper.
In 1923, 1924, 1939 en 1940 was hij voorzitter van het Wiskundig Genootschap.
In het studiejaar 1934-1935 bekleedde hij de functie van rector magnificus aan de Universiteit van Leiden. In de jaren 1941-43 was hij waarnemend rector magnificus.

## Werken
- Over 't snijpuntenstelsel van twee algebraïsche krommen, Noordhoff, 1916
- Meetkunde en ruimteleer, Stenfert Kroese, 1935